# Іванівський бір
Іва́нівський бір — ландшафтний заказник місцевого значення в Україні. Розташований на території Василівського району Запорізької області, ДП «Кам'янсько-Дніпровське лісове господарство», Іванівське лісництво, квартали: 1 (58 га), 2 (120 га), 3 (98 га), 4 (81 га), 5 (65 га), 6 (20 га), 11 (68 га), 12 (56 га), 13 (70 га), 14 (72 га), 15 (90 га).
Площа — 797,3 га, статус отриманий у 1998 році.
Заказник належить до переліку природно-заповідних територій, особливо важливих для збереження біорізноманіття Запорізької області.